# Рысево (Иркутская область)
Ры́сево — село в Черемховском районе Иркутской области России. Административный центр Черемховского муниципального образования.

## География
Село находится на расстоянии примерно 6 км к северо-западу от города Черемхово, административного центра района.

## Население
| 2002 | 2010 | 2011 | 2012 |
| ---- | ---- | ---- | ---- |
| 580  | ↗587 | ↘585 | ↗604 |

## Улицы
| - пер. Берёзовый, - ул. Лесная, - ул. Луговая, - пер. Майский, | - ул. Российская, - пер. Садовый, - ул. Сибирская, - ул. Совхозная, | - ул. Хлеборобов, - ул. Центральная, - ул. Школьная. |